# Christian Reutlinger
Christian Reutlinger (* 1971 in Zürich) ist ein Schweizer Sozialgeograph und Erziehungswissenschaftler. Er ist Professor für Stadt und Gesundheit an den Instituten Sozialplanung, Organisationaler Wandel und Stadtentwicklung (ISOS) sowie Gesundheit und Soziale Arbeit (ISAGE) der Hochschule für Soziale Arbeit FHNW (Fachhochschule Nordwestschweiz) und forscht zu sozialräumlichen Aspekten von Wohnen, öffentlichem Raum und Teilhabe.

## Leben
Reutlinger studierte Sozial- und Kulturgeographie, Sozialpädagogik und Soziologie an der Universität Zürich und schloss 1998 mit dem Diplom ab. Im Jahr 2000 absolvierte er ein Nachdiplomstudium in Sozial- und Humangeographie im Rahmen des „Programas de Doctorado de Ordenación del Territorio y Medio Ambiente“ des Departements für Geographie und Raumplanung an der Universidad de Zaragoza (Spanien) mit dem Diplom DEA ab. 2001 promovierte er am Institut für Sozialpädagogik, Sozialarbeit und Wohlfahrtswissenschaften der Technischen Universität Dresden in Sozialpädagogik und Sozialpolitik mit der Dissertation "Unsichtbare Bewältigungskarten von Jugendlichen in gespaltenen Städten". Dort habilitierte er sich 2007 mit der Habilitationsschrift „Raum, Soziale Entwicklung und Ermöglichung. Eine Diskursperspektive für die Sozialpädagogik“.
Seit 2023 hat er die Brückenprofessur „Stadt und Gesundheit“ an der HSA FHNW inne, welche die beiden Schwerpunkte Stadtentwicklung und Gesundheitsförderung verbindet und sowohl für die Soziale Arbeit als auch für die Planungs- und Gesundheitswissenschaften in Forschung, Beratung, Lehre und Weiterbildung gestaltbar macht.
Von 2019 bis 2023 leitete er als Co-Direktor das Institut für Soziale Arbeit und Räume (IFSAR) der OST - Ostschweizer Fachhochschule. Zuvor war er Leiter des interdisziplinären Kompetenzzentrums Soziale Räume und von 2011 bis 2018 als Forschungsleiter am Institut für Soziale Arbeit an der FHS St. Gallen tätig. Zuvor arbeitete er als wissenschaftlicher Mitarbeiter am Institut für Sozialpädagogik, Sozialarbeit und Wohlfahrtswissenschaften der TU Dresden und bei IRIS e.V. sowie als wissenschaftlicher Referent am Deutschen Jugendinstitut e.V. in Leipzig und München.
Seit 1999 lehrt er zu sozialpädagogischen und sozialräumlichen Themen an verschiedenen Universitäten und Fachhochschulen, gab Seminare im Grund- und Hauptstudium, bzw. auf Bachelor- und Masterniveau, z. B. an der TU Dresden (Fakultät Erziehungswissenschaften), FHS St. Gallen, Alice Salomon Hochschule Berlin, FH Hochschule für Angewandte Wissenschaften München, FHV Fachhochschule Vorarlberg Dornbirn, Universidad de Zaragoza (Institut für Humangeographie und Raumplanung), Universität Càdiz und an der Universidad Complutense de Madrid.
Reutlinger ist Mitglied in der Schweizerischen Gesellschaft für Soziale Arbeit und ist als Gutachter für verschiedene nationale und internationale Forschungsförderinstitutionen tätig. Von 2017 bis 2023 leitete er das Fachbereichsgremium zum Themenfeld „Soziale Frage“ im Departement Soziale Arbeit der OST - Ostschweizer Fachhochschule. Von 2018 bis 2023 war er Sprecher des interdisziplinären Themenfeldes Raum und soziale Entwicklung der OST - Ostschweizer Fachhochschule.
Er ist Mitherausgeber verschiedener Buchreihen, wie der Reihe „Sozialraumforschung und Sozialraumarbeit“ (zusammen mit Fabian Kessl) des VS-Verlags, der Reihe „Soziale Welt quer denken“ (zusammen mit Johannes Kniffki), von Frank & Timme Verlag oder der Reihe „Comunidad, Transnacionalidad, Trabajo Social. Estudios Transnationales de Trabajo Social“ (zusammen mit Johannes Kniffki) des Verlags Editorial Popular. Zudem ist er Mitherausgeber der Online-Zeitschrift www.sozialraum.de (zusammen mit Ulrich Deinet, Annette Harth, Richard Krisch, Anne van Rießen und Christian Spatscheck).
Das gemeinsam mit Christine Hannemann (Universität Stuttgart) und Nicola Hilti (OST) herausgegebene Werk Zwölf Schlüsselthemen sozialräumlicher Wohnforschung, erschienen im Fraunhofer-Verlag Stuttgart, hat im Jahr 2023 den Bruno-Kreisky-Preis für sozial-ökologisches Wohnen und Zusammenleben gewonnen.

## Forschungsschwerpunkte
Sozialpädagogische Sozialraumforschung und Sozialraumarbeit in den Schwerpunkten:
- Gesundheitsfördernde Quartier- und Siedlungsentwicklung
- Wohnen und Nachbarschaften mit dem Fokus auf die Wiederkehr der Wohnungsfrage, die Kritik von Raumbildern, Soziale Nachbarschaften
- Öffentliches Leben und Teilhabe mit dem Fokus auf öffentlichen Raum, Community-Ansätze im internationalen Vergleich, Inter- und Transnationale Soziale Arbeit
- Bildung und Aufwachsen mit dem Fokus Sozialgeographie der Kinder und Jugendlichen, Bildungsräume
- Interdisziplinäre Zusammenarbeit mit dem Fokus Siedlungsraumentwicklung

## Publikationen (Auswahl)
- zusammen mit Nicola Hilti, Luana Massaro und Denis Wizke: Gemeinschaftlich ausbauen und wohnen 30 Fragen und Antworten für die Praxis. Bundesamt für Wohnungswesen BWO, Bern 2024.[13]
- zusammen mit Heike Graber, Josef Koch und Stefan Lenz (Hg.): Widersprüche erkennen, das Gesellschaftliche im Einzelnen sehen. Kritischer Kinder- und Jugendhilfe über Friedhelm Peters begegnen. Belz Juventa, Weinheim und München 2024.[14]
- zusammen mit Andrea Thoma (Hg.): Soziokulturelle Animation. 33 Fragmente zur Entwicklung der Offenen Jugendarbeit in der Deutschschweiz erzählt von Heinz Wettstein. Frank & Timme, Berlin 2024.[15]
- zusammen mit Stefan Köngeter: Studienbuch Geschichte der Gemeinwesenarbeit. Spurensuche in historischen Diskursen um Sozialraum und Gemeinschaft. Wiesbaden, Springer VS, Wiesbaden 2023.[16]
- zusammen mit Miriam Meuth (Hg.): ‚Entmietet‘ und verdrängt werden. Die Perspektiven betroffener Mieterinnen auf ihre Wohnungskündigung im Kontext baulicher Aufwertung und Verdichtung. transcript Verlag, Bielefeld 2023.[17]
- zusammen mit Katharina Röggla (Hg.): Groß werden im Park. Wiener Parkbetreuung in Bewegung. Mandelbaum Verlag, Wien 2023.[18]
- zusammen mit Matthias Weber, Stephan Schlenker und Jenny Baese (Hg.): Dem Widerstand verpflichtet. Kritischer Sozialer Arbeit über Timm Kunstreich begegnen. Frank & Timme, Berlin 2023.[19]
- zusammen mit Eleni Spiroudis (Hg.): Soziale Arbeit ist politisch. Biographische, empirische und theoretische Reflexionen mit und über Annegret Wigger. Frank & Timme, Berlin 2023.[20]
- zusammen mit Steve Stiehler, Caroline Haag, Myriel Enrico Ravagli (Hg.): Solidarität heute. Modeerscheinung oder nachhaltiger Gesellschaftswandel? Campus Verlag, Frankfurt a. M. 2023.[21]
- zusammen mit Emilio Lesta Casal (Hg.): El arte de crear comunidad. Dialéctica entre la vida y la metodología de Marco Marchioni. Frank & Timme, Berlin 2022.
- zusammen mit Christine Hannemann und Nicola Hilti (Hg.): Wohnen. Zwölf Schlüsselthemen sozialräumlicher Wohnforschung. Fraunhofer IRB Verlag, München 2022.
- zusammen mit Fabian Kessl (Hg.): Sozialraum. Eine Elementare Einführung. Springer VS, Wiesbaden 2022
- zusammen mit Sebastian Wörwag (Hg.): Arbeitsräume. Geschichte – Modelle – Visionen. Springer Gabler, Wiesbaden 2022.
- zusammen mit Katrin Albrecht (Hg.): Kaleidoskop Dorfplatz. Interdisziplinäre Thesen zur Planung und Gestaltung von Dorfplätzen. St.Gallen 2021.
- zusammen mit Benedikt Sturzenhecker (Hg.): Den Sozialraumansatz weiterdenken. Impulse von Ulrich Deinet für Theorie und Praxis der Sozialpädagogik im Diskurs. Beltz Juventa, Weinheim 2021.
- zusammen mit Stefan Paulus, Eleni Spiroudis, Steve Stiehler, Sibille Hartmann und Sabine Makowka: Mechanismen der Sozialen Frage. Hin- und Ableitungen zur Sozialen Arbeit. Frank & Timme, Berlin 2020, ISBN 978-3-7329-0634-5.
- zusammen mit Johannes Kniffki und María Leticia Briseño Maas: Encontrar y Encontrarse. Un desafío transdisciplinario desde las ciencias sociales. Frank & Timme, Berlin 2020, ISBN 978-3-7329-9313-0.
- zusammen mit Axel Pohl, Andreas Walther und Annegret Wigger: Praktiken Jugendlicher im öffentlichen Raum. Zwischen Selbstdarstellung und Teilhabeansprüchen. Ein Beitrag zur Partizipationsdebatte. Springer, Wiesbaden 2019, ISBN 978-3-658-24218-3.
- zusammen mit Sylvia Beck: Die Wiederkehr der Wohnungsfrage. Historische Bezüge und aktuelle Herausforderungen für die Soziale Arbeit. Seismo, Zürich 2019, ISBN 978-3-03777-207-2.
- The Relationship Between School and Neighborhood. Child-Oriented Perspectives on Educational Locations. In: H. Jahnke, C. Kramer and P. Meusburger (eds.): Geographies Of Schooling. Cham: Springer, p. 297–320, ISBN 978-3-030-18798-9.
- zusammen mit Barbara Fontanellaz und Steve Stiehler: Soziale Arbeit und die Soziale Frage. Spurensuchen, Aktualitätsbezüge, Entwicklungspotenziale. Seismo, Zürich 2018, ISBN 978-3-03777-183-9.
- zusammen mit Ulrich Deinet, Claus Reis und Michael Winkler: Potentiale des Aneignungskonzepts. Beltz Juventa, Weinheim, Basel 2018, ISBN 978-3-7799-3717-3.
- zusammen mit Stephan Schlenker: Du musst sie lieben. Das Gewordensein mobiler Jugendarbeit in zwölf biographischen Bildern Walther Spechts. rank & Timme, Berlin 2017, ISBN 978-3-7329-9670-4.
- Machen wir uns die Welt, wie sie uns gefällt? Ein sozialgeographisches Lesebuch. Seismo, Zürich 2017, ISBN 978-3-03777-174-7.
- zusammen mit Caroline Fritsche, Markus Markstaler, Andrea Schemmel, Martin Schlatter und Frieder Voll: Vom Zwischeneinander der Disziplinen. Fachhochschule Ostschweiz, St. Gallen 2015, ISBN 978-3-033-05161-4.
- zusammen mit Eva Lingg und Steve Stiehler: Soziale Nachbarschaften. Geschichte, Grundlagen, Perspektiven. Springer VS (Reihe: Sozialraumforschung und Sozialraumarbeit), Wiesbaden 2015, ISBN 978-3-531-18440-1.
- zusammen mit Raimund Kemper: Umkämpfter öffentlicher Raum. Herausforderungen für Planung und Jugendarbeit. Springer VS (Reihe: Sozialraumforschung und Sozialraumarbeit), Wiesbaden 2015, ISBN 978-3-658-03437-5.
- zusammen mit Ulrich Deinet: Tätigkeit – Aneignung – Bildung. Positionierungen zwischen Virtualität und Gegenständlichkeit. Springer VS (Reihe: Sozialraumforschung und Sozialraumarbeit), Wiesbaden 2014, ISBN 978-3-658-02119-1.
- zusammen mit Fabian Kessl: Urbane Spielräume. Bildung und Stadtentwicklung. Springer VS, Wiesbaden 2013, ISBN 978-3-531-17756-4.
- Zusammen mit Peter Rahn und Caroline Fritsche: Quartier macht Schule. Die Perspektive der Kinder. Springer VS (Reihe: Sozialraumforschung und Sozialraumarbeit), Wiesbaden 2011, ISBN 978-3-531-17697-0.
- zusammen mit Nadia Baghdadi und Johannes Kniffki: Die soziale Welt quer denken. Transnationalisierung und ihre Folgen für die Soziale Arbeit. Frank & Timme (Band 2 Transposition), Berlin 2011, ISBN 978-3-86596-335-2.
- zusammen mit Caroline Fritsche und Eva Lingg: Raumwissenschaftliche Basics. Eine Einführung für die Soziale Arbeit. Springer VS, Wiesbaden 2010, ISBN 978-3-531-16849-4.
- zusammen mit Fabian Kessl: Sozialraum: Eine Einführung. 2. Auflage. Springer VS, Wiesbaden 2010, ISBN 978-3-531-16340-6.